# 小行星9761
小行星9761（英語：9761 Krautter）是一颗围绕太阳公转的小行星。1991年9月13日，天文学家卢茨·D·施耐德、佛蒙特·伯根在陶腾堡发现了此天体。
这颗小行星的绝对星等为56.33709965373426等。